# Асен (учебное судно, 1931—1956)
«Асен» — учебное судно в составе военно-морского флота Болгарии.

## Описание судна
Судно представляло собой двухмачтовую шхуну с металлическим корпусом и гафельным парусным вооружением.
В начале 1945 года судно оборудовали немецким дизельным двигателем «Deutz» мощностью 110 л. с.
Экипаж судна составлял 14 человек, также на борту могло находиться 30 практикантов.

## История службы
На рубеже 1920-х — 1930-х годов в Болгарии возникла необходимость в подготовке кадров для военно-морского флота, однако Нёйиский мирный договор 1919 года устанавливал жёсткие ограничения на количественный состав флота (Болгарии было разрешено иметь только 10 кораблей, и у неё уже имелось четыре эсминца и шесть катеров). Кроме того, страна была обязана выплачивать репарации, что ограничивало финансовые средства в распоряжении правительства и военного министерства. Начавшийся в 1929 году мировой экономический кризис ещё более осложнил финансово-экономическое положение в стране.
В этих условиях было предложено использовать для подготовки матросов и офицеров флота невооружённое и безмоторное (не имеющее силовой установки) парусное судно. 20 апреля 1931 года в состав флота была зачислена парусная шхуна «Утриш», которая была переклассифицирована в учебный военный корабль и названа «Асен» (в честь первого учебного судна болгарского военно-морского флота). В 1936 году судно модернизировали — в трюм был загружен новый чугунный балласт, также было обновлено парусное вооружение.
В ходе второй мировой войны, в 1942 году судно вооружили двумя 20-мм зенитными орудиями «эрликон».
После присоединения Болгарии к Антигитлеровской коалиции в сентябре 1944 года, судно было включено в состав соединения минно-тральных сил, которые участвовали в разминировании русла реки Дунай и акватории Чёрного моря (использовалось как база для катеров-тральщиков). В октябре 1948 года разминирование было завершено.
В дальнейшем, судно было передано в морское училище имени Н. Вапцарова и использовалось для подготовки матросов и офицеров военно-морских сил и торгового флота Народной Республики Болгарии до 5 июня 1956 года, когда оно было выведено из состава флота по техническому состоянию.